# Matayba clavelligera
Matayba clavelligera är en kinesträdsväxtart som beskrevs av Ludwig Radlkofer. Matayba clavelligera ingår i släktet Matayba och familjen kinesträdsväxter. Inga underarter finns listade i Catalogue of Life.